# Tommy Baldwin
Tommy Baldwin (Gateshead, 10 giugno 1945 – Londra, 22 gennaio 2024) è stato un calciatore inglese, di ruolo centrocampista.

## Carriera
Visse a Londra durante i suoi primi dieci anni di carriera, vestendo le maglie di Arsenal, Chelsea e Millwall. Con la maglia dei Blues vinse la FA Cup 1969-1970 e poi la Coppa delle Coppe 1970-1971, risultando capocannoniere stagionale nel 1973-1974 con nove gol. Fu per tre decenni nella top ten per numero di reti segnate col Chelsea con 92 marcature in tutte le competizioni.
Nel gennaio del 1975 venne ceduto in prestito mensile al Manchester United. In seguito si trasferì negli Stati Uniti, facendo ritorno in patria nel 1977. Terminò la carriera professionistica tra le file del Brentford, nel 1978.
Morì a Londra il 22 gennaio 2024 all'età di 78 anni.

## Palmarès

### Club

#### Competizioni nazionali
- Coppa d'Inghilterra: 1

Chelsea: 1969-1970

#### Competizioni internazionali
- Coppa delle Coppe: 1

Chelsea: 1970-1971